# You Made Me Realise
| Críticas profissionais | Críticas profissionais |
| Avaliações da crítica  | Avaliações da crítica  |
| Fonte                  | Avaliação              |
| ---------------------- | ---------------------- |
| [ 1 ]                  | AllMusic               |

You Made Me Realise é o terceiro extended play (EP) da banda de rock alternativo My Bloody Valentine, lançado em 8 de agosto de 1988 través da Creation Records. O EP marcou uma mudança no som da banda, onde adotaram um som mais barulhento.
Em março de 2005, a Q elegeu "You Made Me Realise" como número 35 na sua lista de 100 Melhores Faixas de Gutarra. Em maio de 2007, a NME elegeu "You Made Me Realise" como número 50 na sua lista de 50 Melhores Hinos Indie.

## Faixas
Todas as músicas escritas por Kevin Shields exceto * por Shields/Bilinda Butcher/Colm Ó Cíosóig.

### 7-polegadas
1. "You Made Me Realise" – 3:46
2. "Slow" – 3:11

- Edição limitada, 1.000 cópias (CRE055)

### Creation 12-polegadas
1. "You Made Me Realise" – 3:46
2. "Slow" – 3:11
3. "Thorn" – 3:36
4. "Cigarette In Your Bed" – 3:29
5. "Drive It All Over Me" – 3:04 *

- Cat. nº.: CRE055T
- Relançado em CD em Abril 1990 (CRESCD055)

### Mercury 12-polegadas
1. "You Made Me Realise" – 3:46
2. "Slow" – 3:11
3. "Cigarette in Your Bed" – 3:29
4. "Feed Me with Your Kiss" – 3:56
5. "Emptiness Inside" – 2:50
6. "I Need No Trust" – 3:32

- Mercury Records 12-polegadas de Novembro de 1988 (Mercury 874 343-1), combinando faixas desse EP e do próximo, Feed Me with Your Kiss.

## Desempenho nas paradas musicais
| Parada (1988)  | Posição de pico |
| -------------- | --------------- |
| UK Indie Chart | 2               |

## Créditos
- Kevin Shields — vocal, guitarra
- Bilinda Butcher — vocal, guitarra
- Colm Ó Cíosóig — bateria
- Debbie Googe — baixo
- My Bloody Valentine — produção